# Política de Comores
Política da União das Comores ocorre em um quadro de uma república presidencial federal, em que o presidente das Comores é tanto chefe de Estado e chefe de governo, e de um sistema multipartidário. O poder executivo é exercido pelo governo, o poder legislativo Federal é investido tanto no governo e no parlamento.
A partir de 2008, Comores e Mauritânia são considerados pela organização americana Freedom House como a única verdadeira “ democracias eleitorais” do  Mundo árabe.

## Contexto político
A União das Comores, conhecida como a República Federal Islâmica das Comores até 2003, é governada por Ahmed Abdallah Sambi. A situação política em Comores tem sido extremamente fluida desde a independência do país em 1975, sujeita à volatilidade dos golpes e à insurreição política. O coronel Azali Assoumani tomou o poder em um golpe sem derramamento de sangue em abril de 1999, derrubando o presidente interino Tadjidine Ben Said Massounde, que tinha ocupado o cargo desde a morte do presidente democraticamente eleito Mohamed Taki Abdoulkarim em novembro de 1998.
Em maio de 1999, Azali decretou uma constituição que lhe dava poderes executivos e legislativos. Curvando-se um pouco às críticas internacionais, Azali nomeou um primeiro-ministro civil, Bainrifi Tarmidi, em dezembro de 1999; no entanto, Azali manteve o manto de Chefe de Estado e Comandante do Exército. Em dezembro de 2000, Azali nomeou um novo primeiro-ministro civil, Hamada Madi, e formou um novo gabinete civil. Quando Azali assumiu o poder, ele também prometeu renunciar em abril de 2000 e renunciar ao controle de um presidente democraticamente eleito - uma promessa com resultados mistos.
Em um aceno separado a pressão para restaurar o governo civil, o governo organizou vários comitês para compor uma nova constituição, incluindo o Congresso Nacional de agosto de 2000 e a Comissão Tripartite de novembro de 2000. Os partidos da oposição inicialmente se recusaram a participar da Comissão Tripartite, mas em 17 de fevereiro, representantes do governo, dos separatistas de Anjouan, da oposição política e das organizações da sociedade civil assinaram um acordo. "Framework Accord for Reconciliation in Comoros," intermediado pelo Organização para a Unidade Africana
O acordo pedia a criação de uma nova Comissão Tripartida de Reconciliação Nacional para desenvolver uma "Nova Entidade Comoriana" com uma nova constituição. A nova Constituição federal entrou em vigor em 2002; incluiu elementos de consociacionalismo, incluindo uma presidência que gira a cada quatro anos entre as ilhas e uma extensa autonomia para cada ilha. Eleições presidenciais foram realizadas em 2002, na qual Azali Assoumani foi eleito Presidente. Em abril de 2004 eleições legislativas, completando a implementação da nova Constituição.
A nova União das Comores é constituída por três ilhas, Grande Comore, Anjouan e Mohéli. Cada ilha tem um presidente, que compartilha a presidência da União em uma base rotativa. O presidente e seus vice-presidentes são eleitos para um mandato de quatro anos. A constituição afirma que "as ilhas gozam de autonomia financeira, elaboram livremente e administram seus orçamentos".
O presidente Assoumani Azali, do Grande Comore, é o primeiro presidente da União. O Presidente Mohamed Bacar de Anjouan formou seu governo de 13 membros no final de abril de 2003.
Em 15 de maio de 2006, Ahmed Abdallah Sambi, um clérigo e empresário de sucesso educado no Irã, Arábia Saudita e Sudão, foi declarado vencedor das eleições para Presidente da República. Ele é considerado um moderado islamista e é chamado de aiatolá por seus partidários. Ele derrotou o policial aposentado da Força Aérea Francesa Mohamed Djaanfari e o político de longa data Ibrahim Halidi, cuja candidatura foi apoiada por Azali Assoumani, o presidente cessante.
Um referendo ocorreu em 16 de maio de 2009 para decidir se reduziria a pesada burocracia política do governo. 52,7% dos eleitores votaram e 93,8% dos votos foram aprovados pelo referendo. O referendo faria com que o presidente de cada ilha se tornasse um governador e os ministros se tornassem conselheiros.

## Ilhas autônomas
A Constituição confere à Grande Comore, Anjouan e Mohéli o direito de governar a maior parte de seus próprios assuntos com seus próprios presidentes, exceto as atividades atribuídas à União das Comores como Política Externa, Defesa, Nacionalidade, Bancos e outros.

## Executivo
| Cargo      | Nome                         | Partido | Desde              |
| ---------- | ---------------------------- | ------- | ------------------ |
| Presidente | Ahmed Abdallah Mohamed Sambi |         | 26 de maio de 2006 |

A presidência federal é rotacionada entre os presidentes das ilhas.
As Comores aboliram a posição de Primeiro Ministro.

## Legislativo
A Assembleia da União tem 33 assentos, 18 eleitos em círculos eleitorais de assento único e 15 representantes da assembleias regionais.

## Judiciário
O Supremo Tribunal ou Suprema Corte, tem dois membros nomeados pelo presidente, dois membros eleitos pela Assembleia Federal, um pelo Conselho de cada ilha e ex-presidentes da república.

## Partidos políticos e eleições
Eleições foram realizadas em 2004, onde o presidente federal Azali sofreu um grande revés, ganhando apenas 6 dos 18 assentos na Assembleia Nacional, o outro indo para os partidários dos presidentes das ilhas semiautônomas.
Predefinição:Eleição presidencial de Comores, 2006
Predefinição:Eleição parlamentar de Comores, 2004

## Participação de organização internacional
As Comores são membros da ACCT, ACP, AfDB, AMF, African Union, FAO, G-77, IBRD, ICAO, ICCt (signatário), ICRM, IDA, IDB, IFAD, IFC, IFRCS, ILO, IMF, InOC, Interpol, IOC, ITU, LAS, NAM, OIC, OPCW (signatário), UN, UNCTAD, UNESCO, UNIDO, UPU, WCO, WHO, WMO.